# Alta museum

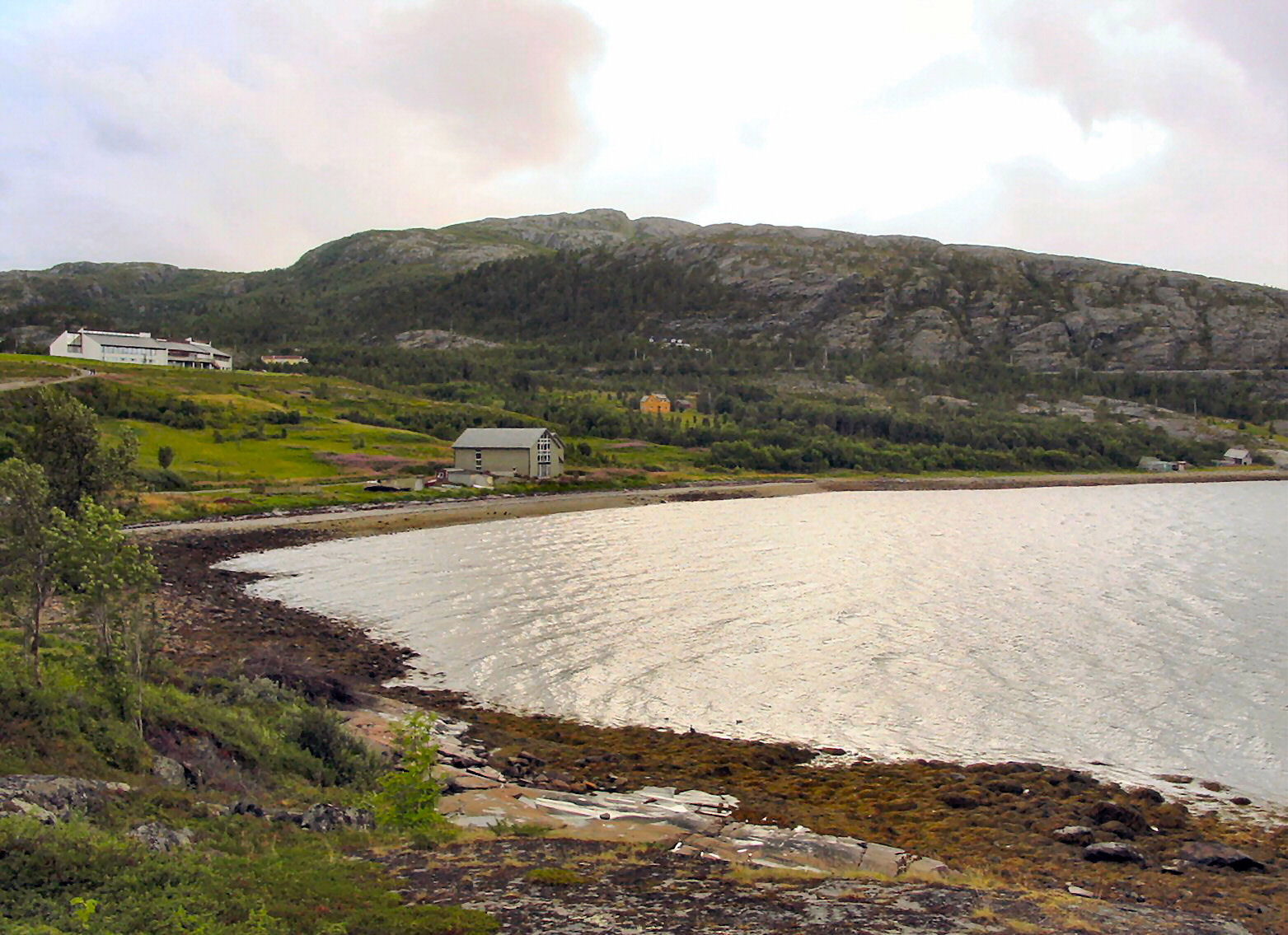
Området för hällristningarna i Alta, med Alta museum till vänster i bilden.

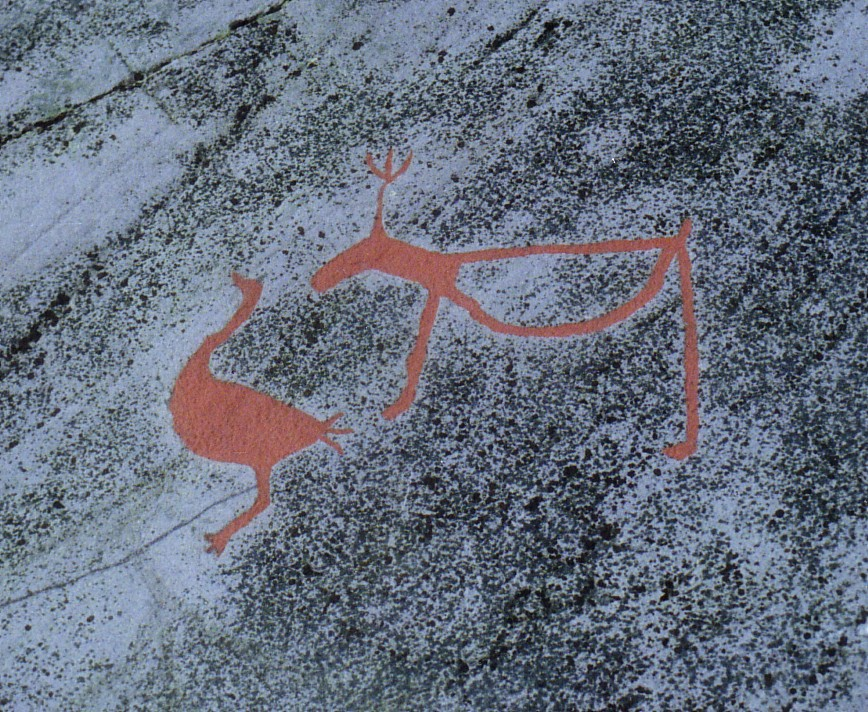
Hällristning vid Alta museum.

Verdensarvsenter for bergkunst – Alta Museum (VAM) är ett norskt lokalhistoriskt museum i Alta kommun i Finnmark fylke.
Alta museum, som grundades 1978, är ett av Nordnorges mest besökta sommarmuseer. Det har utställningar om lokal kultur och om tidigare näringar i området, inklusive om de närbelägna förhistoriska hällristningarna i Alta, vilka är ett Unescostämplat världsarv. Hällristningarna ligger vid en bosättning, som bedöms vara omkring 11 000 år gammal.
Museet öppnade juni 1991 i den nuvarande byggnaden, som är på 2 530 kvadratmeter och ritades av Atelier 2 v/Peter 
Maisenhölder. Museet vann European Museum of the Year Award 1993.

## Samling av byggnader
Alta museum har ansvar för flera byggnader i omgivningen:
- Ett bostadshus från återuppbyggnaden i efter andra världskriget under slutet av 1940-talet i Hjemmeluft
- Två lagerhus från återuppbyggnaden under slutet av 1940-talet i Hjemmeluft
- Ett lagerhus från senare hälften av 1800-talet i Molfornes i Kvibydalen
- Härbre i Lille Lerresfjord, eller egentligen ett mindre bostadshus från omkring 1900
- Två härbren i Lille Lerresfjord från senare hälften av 1800-talet
- Rafshode-stua från Rafsbotn, vars äldsta del är från slutet av 1870-talet. Den yngre delen av huset byggd av brädor omkring 1946. Huset stod i Rafsbotn till 1939, då den målades och flyttades till Hjemmeluft. [5]